# Nightfall in Middle-Earth
Nightfall in Middle-Earth je konceptualni album power metal skupine Blind Guardian, izdan leta 1998. Posvečen je pisatelju Tolkienu in je napisan na temo njegovega dela Silmarillion. Na tem albumu so se Nemci dokončno odvrnili od stila prvih albumov in se usmerili na nekoliko počasnejše ritme in kompleksnejša ozadja.
Skoraj polovica posnetkov na albumu ni pravih pesmi, ampak le pripovedovanje obogateno z različnimi efekti, ki nadaljuje zgodbo. Vse slednje so iz Silmarilliona.
Nightfall in Middle-Earth je prvi album Blind Guardian, ki je bil izdan tudi v ZDA; zaradi njegovega uspeha so pozneje v ZDA izdali še vse prejšnje albume.

## Seznam pesmi
| Št.             | Naslov                                 | Dolžina |
| --------------- | -------------------------------------- | ------- |
| 1.              | „War of Wrath‟                         | 1:50    |
| 2.              | „Into the Storm‟                       | 4:24    |
| 3.              | „Lammoth‟                              | 0:28    |
| 4.              | „Nightfall‟                            | 5:34    |
| 5.              | „The Minstrel‟                         | 0:32    |
| 6.              | „The Curse of Fëanor‟                  | 5:41    |
| 7.              | „Captured‟                             | 0:26    |
| 8.              | „Blood Tears‟                          | 5:23    |
| 9.              | „Mirror Mirror‟                        | 5:07    |
| 10.             | „Face the Truth‟                       | 0:24    |
| 11.             | „Noldor (Dead Winter Reigns)‟          | 6:51    |
| 12.             | „Battle of Sudden Flame‟               | 0:44    |
| 13.             | „Time Stands Still (At the Iron Hill)‟ | 4:53    |
| 14.             | „The Dark Elf‟                         | 0:23    |
| 15.             | „Thorn‟                                | 6:18    |
| 16.             | „The Eldar‟                            | 3:39    |
| 17.             | „Nom the Wise‟                         | 0:33    |
| 18.             | „Then Sorrow Sang‟                     | 4:25    |
| 19.             | „Out on the Water‟                     | 0:44    |
| 20.             | „The Steadfast‟                        | 0:21    |
| 21.             | „A Dark Passage‟                       | 6:01    |
| 22.             | „Final Chapter« (Thus Ends...)‟        | 0:48    |
| Skupna dolžina: | Skupna dolžina:                        | 65:29   |

| Japonska izdaja | Japonska izdaja                           | Japonska izdaja |
| Št.             | Naslov                                    | Dolžina         |
| --------------- | ----------------------------------------- | --------------- |
| 23.             | „Nightfall‟ (orkestralna verzija)         | 5:38            |
| 24.             | „A Dark Passage‟ (instrumentalna verzija) | 6:05            |
| Skupna dolžina: | Skupna dolžina:                           | 77:12           |

## Zasedba
- Hansi Kürsch - vokal, bas kitara
- André Olbrich - kitara
- Marcus Siepen - ritem kitara
- Thomas »Thomen« Stauch - bobni

### Gostujoči glasbeniki
- Oliver Holzwarth - bas kitara
- Mathias Weisner - klaviature
- Michael Schuren - klavir
- Max Zelner - flavta
- Norman Eshley, Douglas Fielding - pripovedovanje
- Glasbeni zbor: Billy King, Rolf Köhler, Olaf Senkbeil, Thomas Hackmann